# Pauline Delabroy-Allard
Œuvres principales
Ça raconte Sarah
Pauline Delabroy-Allard est une romancière française née en 1988. Elle a publié son premier roman, Ça raconte Sarah en 2018 pour la rentrée littéraire.

## Biographie
Pauline Delabroy-Allard est la fille de l'universitaire vernien et écrivain Jean Delabroy. Après avoir fait des études de lettres classiques, elle devient libraire, ouvreuse dans un cinéma puis, à 23 ans, professeure documentaliste dans un lycée,.
En 2013, elle co-écrit un premier livre avec Kim Hullot-Guiot, La littérature expliquée aux matheux. Elle participe également à la revue en ligne En attendant Nadeau.
La même année, elle publie un court métrage remarqué, intitulé Voyage en Mère inconnue, sur sa vie de mère seule, abandonnée par surprise par son premier compagnon, le père de sa fille aînée.
En 2018, son premier roman publié, aux Éditions de Minuit, Ça raconte Sarah, obtient une reconnaissance critique importante, et le prix des libraires de Nancy / Le Point et le Prix Envoyé par la poste, et est sélectionné dans la deuxième sélection du Goncourt ainsi que pour le prix Goncourt des lycéens. Elle est lauréate du prix Liste Goncourt : le choix polonais décerné à Cracovie par un jury d'étudiants polonais en langue et littérature française puis du prix Liste Goncourt : le choix de la Roumanie,. Le 20 novembre, elle remporte le Prix du Style puis le 11 décembre reçoit le prix du roman des étudiants France Culture-Télérama. En mars 2019, l'écrivaine reçoit également pour ce roman le prix Liste Goncourt/Le choix de la Suisse.
En octobre 2019 elle est invitée au Festival international de littérature Joseph-Conrad de Cracovie.
Son premier album jeunesse, Avec toi, qu'elle a écrit, illustré par l'artiste japonaise Hifumiyo, est publié en 2019 aux éditions Thierry Magnier ; « un album heureux et irrésistible (...) dédié à sa propre fille, inspiré de leur vie à deux, animale, intrépide, cajoleuse », précise Marine Landrot dans son avis critique de l'album dans Télérama.
À compter de 2020 et la naissance de sa seconde fille, elle s’engage publiquement pour l’ouverture de la procréation médicale assistée et la facilitation de l’adoption par les conjoints ou conjointes homosexuels de l’enfant né grâce à la PMA. Elle tient notamment un blog militant qui raconte son parcours personnel, entre difficultés médicales, professionnelles, administratives et psychologiques. Elle est régulièrement invitée à s’exprimer sur cet engagement dans la presse et dans de nombreux podcasts spécialisés ou communautaires. Sa famille recomposée et lesbienne fait d’ailleurs la Une de la revue Milk en novembre.
Elle publie en avril 2021 un recueil de poésies intitulé Maison tanière aux éditions Iconoclastes, dans la collection L'Iconopop.
En 2023, elle est lauréate du prix Jésus Paradis pour son second roman Qui sait (Gallimard).

## Œuvres

### Romans
- Ça raconte Sarah, Les Éditions de Minuit, 2018  (ISBN 978-2-707344755) – Prix des libraires de Nancy – Le Point, 2018[20]
- Qui sait, coll. « Blanche », éditions Gallimard, 2022  (ISBN 978-2-07-296814-3) – Prix Jésus Paradis, 2023[19]

### Albums jeunesse
- Avec toi[16], illustré par Hifumiyo, éditions Thierry Magnier, 2019  (ISBN 9791035202262)
- Le dégât des eaux, éditions Thierry Magnier, 2020  (ISBN 9791035203863)
- Maman tambour, éditions Thierry Magnier, 2022  (ISBN 9791035205577)
- Aller bon train, illustré par Cati Baur, éditions Thierry Magnier, 2023  (ISBN 9791035206598)

### Autres
- 2013 : La Littérature expliquée aux matheux avec Kim Hullot-Guiot, illustrations d'Estelle Richard, Edigo  (ISBN 978-2-35933187-5)
- 2013 : Voyage en Mère inconnue (court métrage)
- 2013 : Les 20 Meilleurs Romans érotiques, éditions ASAP  (ISBN 978-2-35932596-6)
- 2021 : Maison tanière, Éditions de l'Iconoclaste  (ISBN 978-2-37880195-3)